# Lot ślizgowy
Lot ślizgowy – rodzaj lotu, w którym poruszający się obiekt nie jest w jego trakcie napędzany.
Pojęcie stosowane jest do:

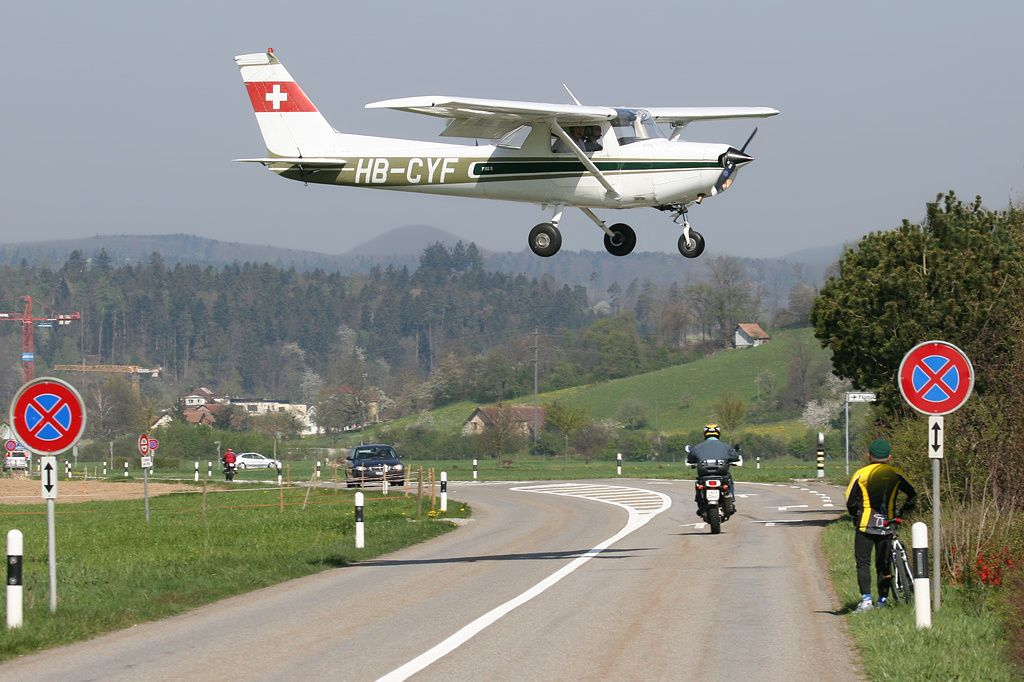
Lądująca Cessna 152

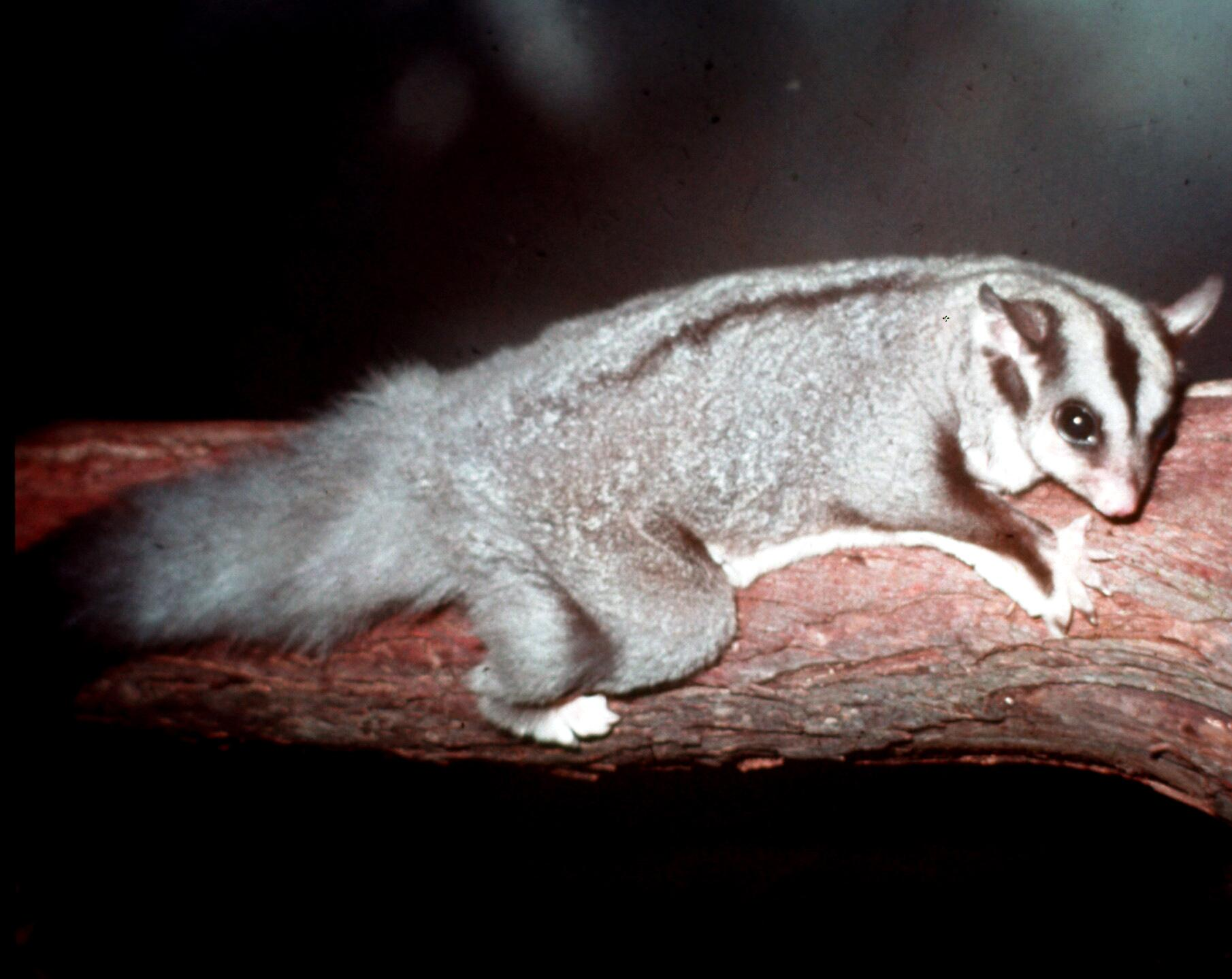
Lotopałanka karłowata – zwierzę wykorzystujące lot ślizgowy

- samolotów oraz innych statków powietrznych – oznacza lot opadający z wyłączonym lub wolnopracującym silnikiem, stosowany np. przy podejściu do lądowania.
- zwierząt – oznacza lot, w którym zwierzę opada z wyżej do niżej położonego punktu, a siła nośna jest wytwarzana przez fałdy skórne pełniące rolę płatów.